# Niels Agesen
Niels Hjortlund Nielsen Agesen (født 14. oktober 1976 i Møldrup) er en dansk håndboldtræner, der er cheftræner for den danske ligaklub Nykøbing Falster Håndboldklub. Han har tidligere været cheftræner for Team Tvis Holstebro, Randers HK og Mors-Thy Håndbold.
Han var i perioden 2005 til 2015 cheftræner for det tidligere danske tophold Team Tvis Holstebro. I hans 10 år i klubben nåede han at vandt sølv i 2012, hvilket var første gang for Team Tvis's kvinder. Agesens største triumf var da han vandt EHF Cup i både 2013 og 2015. Hans sidste bedrift med klubben var DM-bronze i 2015. Svenske Pether Krautmeyer overtog cheftrænerjobbet i TTH efter at have været Agesens assistent siden 2008.
Agesen blev i 2015 ansat som ny cheftræner for ligabundproppen fra Nykøbing Falster Håndboldklub, hvor han skulle forsøge at hjælpe klubben til større succes. Den mission lykkede allerede i hans anden sæson i klubben, hvor han førte klubben til deres første DM-guld i 2017. Med NFH nåede man også semifinalen ved EHF Cup'en. Allerede i januar 2017 meddelte Agesen, at han stoppede i klubben, og blev senere præsenteret som ny cheftræner i Randers HK. I 2021 skiftede han til den danske herreklub Mors-Thy Håndbold. Fra sommeren 2025 vendte han tilbage til Nykøbing Falster Håndboldklub.
Han var ekspert og medkommentator for TV2 under VM i kvindehåndbold 2017 i Tyskland.
Han tog EHF Master Coach-uddannelsen fra 2010 til 2011.